# Klasztor Franciszkanów w Górkach Wielkich
Klasztor Franciszkanów w Górkach Wielkich – franciszkański dom zakonny w Górkach Wielkich, wchodzący w skład prowincji Wniebowzięcia NMP Zakonu Braci Mniejszych w Polsce, na terenie diecezji bielsko-żywieckiej, w województwie śląskim.
Przy klasztorze istnieje parafia św. Jana Sarkandra w Górkach Wielkich.

## Historia
Początki obecności franciszkanów w Górkach Wielkich sięgają lat 90. XX wieku. Klasztor powstał na terenie dawnego majątku związanego z rodziną Kossaków. W sąsiadującym dworze mieszkała Zofia Kossak, która spędziła tu znaczną część życia. Tu też powstały jej główne dzieła. Prowincja katowicka Zakonu Braci Mniejszych ufundowała klasztor wraz z mieszkańcami Górek Wielkich w 1990. Budowa trwała do 1998. Pierwotnie kult sprawowany był w tymczasowej kaplicy-baraku. Placówkę zakonną erygowano prawnie za prowincjałatu o. Damiana Szojdy OFM 21 maja 1991. Zakonnicy od 27 lutego 1991 prowadzą parafię. Patronem klasztoru jest św. Damian, zaś patronem kościoła i parafii jest św. Jan Sarkander.

## Przełożeni[3]
- o. Aleksy Romanowicz – rezydent (1990–1991);
- o. Tarsycjusz Waszecki – gwardian (1991–1995);
- o. Damazy Wyroba – gwardian (1995–1998);
- o. Gwidon Borkiewicz – gwardian (1998–2001);
- o. Fidelis Obracaj – gwardian (2001–2002);
- o. Ezdrasz Biesok – gwardian (2002–2004);
- o. Janusz Dziedzic – gwardian (2004–2013);
- o. Zygmunt Moćko – gwardian (od 2013).